# Jules Pappaert
Jules Pappaert (5 de novembro de 1905 - 30 de dezembro de 1945) foi um futebolista belga que competiu na Copa do Mundo FIFA de 1934.